# 16 giugno
Il 16 giugno è il 167º giorno del calendario gregoriano (il 168º negli anni bisestili). Mancano 198 giorni alla fine dell'anno.

## Eventi
- 827 – Sbarca a Mazara del Vallo la flotta musulmana dell'Ifriqiya guidata da Asad ibn al-Furat;
- 1487 – Battaglia di Stoke Field: l'ultima della guerra delle due rose;
- 1586 – Maria Stuarda, regina di Scozia, riconosce Filippo II di Spagna come suo erede;
- 1654 – La regina Cristina di Svezia abdica al trono; si trasferirà a Roma dove terrà prima a Palazzo Farnese e poi Villa Corsini un celebre cenacolo intellettuale che, dopo la sua morte, diventerà l'Accademia dell'Arcadia;
- 1745
  - Le truppe britanniche prendono l'Isola del Capo Bretone alla foce del fiume San Lorenzo;
  - Sir William Pepperrell cattura la fortezza francese di Louisbourg durante la guerra di successione austriaca;
- 1746 – Guerra di successione austriaca: Austria e Sardegna sconfiggono l'esercito franco-spagnolo nella battaglia di Piacenza;
- 1755 – Guerra franco-indiana: i francesi si arrendono e cedono Fort Beauséjour ai britannici, portando all'espulsione degli Acadiani;
- 1779 – La Spagna dichiara guerra al Regno Unito e inizia l'Assedio di Gibilterra;
- 1815 – Battaglia di Ligny e di Quatre Bras, due giorni prima della battaglia di Waterloo;
- 1836 – La formazione della London Working Men's Association dà il via al movimento Chartista;
- 1846 – Roma: il cardinale Giovanni Maria Mastai Ferretti viene eletto papa al secondo giorno di conclave, assumendo il nome di Pio IX;
- 1866 – La Prussia inizia l'ostilità contro alcuni principati tedeschi alleati dell'Austria, dando così inizio alla guerra austro-prussiana;
- 1871 – Lo University Tests Act permette agli studenti di iscriversi alle Università di Oxford, Cambridge e Durham senza passare prima esami di religione, eccetto per i corsi di teologia;
- 1884 – Il primo ottovolante degli Stati Uniti d'America inizia a funzionare a Coney Island, New York;
- 1891 – John Abbott diventa il terzo primo ministro del Canada;
- 1892 – Guerra mahdista: circa 300 soldati italo-eritrei sconfiggono 900 dervisci nella battaglia di Serobeti;
- 1903 – La Ford diventa una società per azioni;
- 1904 – In questa giornata è ambientato il romanzo Ulisse di James Joyce; la data è commemorata annualmente dai fan dello scrittore nel Bloomsday;
- 1912 – Guerra italo-turca: iniziano le operazioni per l'Occupazione di Misurata;
- 1915 – Fondazione del British Women's Institute;
- 1918 – Prima guerra mondiale, battaglia del Solstizio: gli Arditi del Maggiore Giovanni Messe attaccano le posizioni austriache sulla linea Col Fagheron-Col Fenilon-Col Moschin;
- 1922 – Le elezioni generali nello Stato Libero Irlandese si concludono con un'ampia maggioranza per il Sinn Féin;
- 1933 – Diventa legge il provvedimento del New Deal noto come National Industrial Recovery Act;
- 1940
  - Seconda guerra mondiale: il maresciallo Philippe Pétain diventa premier della Francia di Vichy;
  - Un governo comunista viene instaurato in Lituania;
- 1942 – Si conclude nel Mar Mediterraneo centro-orientale la battaglia di mezzo giugno tra gli Alleati e gli italo-tedeschi;
- 1944 – 1488 operai genovesi vengono deportati a Mauthausen;
- 1952 – La Camera dei deputati approva l'adesione alla CECA con 275 "Sì" e 96 "No";
- 1955 – Papa Pio XII scomunica Juan Domingo Perón;
- 1961 – Rudol'f Nureev chiede asilo all'Aeroporto Le Bourget di Parigi;
- 1963 – Valentina Tereškova diventa la prima donna nello spazio;
- 1972
  - Dei "ladri" (in realtà funzionari della Casa Bianca) vengono sorpresi mentre cercano di entrare nella sede del Partito Democratico statunitense, nel palazzo Watergate a Washington; verranno formalmente arrestati il giorno successivo;
  - Inaugurazione del New York Jazz Museum;
  - Ulrike Meinhof, membro della Rote Armee Fraktion, viene catturata dalla polizia a Langenhagen, in Germania Ovest;
  - Il cantautore britannico David Bowie pubblica l'album The Rise and Fall of Ziggy Stardust and the Spiders from Mars;
- 1976 – Apartheid: rivolte studentesche a Soweto, Sudafrica;
- 1977 – Leonid Il'ič Brežnev diventa presidente dell'URSS;
- 1978 – Esce nei cinema statunitensi il film Grease (Brillantina);
- 1981 – L'ambasciatore canadese a Teheran Kenneth D. Taylor viene decorato per aver aiutato la fuga di sei americani dall'Iran durante la Crisi degli ostaggi;
- 1983 – Jurij Vladimirovič Andropov diventa presidente dell'URSS;
- 1995 – Esce nelle sale cinematografiche statunitensi il film Pocahontas, 33º Classico Disney; la première, svoltasi il precedente 10 giugno al Central Park di New York, era stata la più grande della storia del cinema con circa 100000 spettatori;
- 1996 – Prima tornata delle elezioni presidenziali in Russia;
- 1997 – Il gruppo pop britannico The Verve pubblica il singolo Bitter Sweet Symphony, basato sul campionamento di sei secondi della versione orchestrale del brano The Last Time dei Rolling Stones eseguita nel 1966 dalla Andrew Loog Oldham Orchestra[1];
- 1999 – Thabo Mbeki viene eletto presidente del Sudafrica;
- 2000 – Parte a Roma la terza edizione dello Hackmeeting;
- 2002 – Papa Giovanni Paolo II proclama Padre Pio santo con il nome di San Pio da Pietrelcina;
- 2004 – I tre membri superstiti del gruppo rock statunitense New York Dolls si riuniscono per la prima volta dal 1975 grazie al supporto del cantante britannico Morrissey[2];
- 2006 – Vittorio Emanuele di Savoia, primogenito maschio dell'ultimo re d'Italia Umberto II di Savoia, viene arrestato su ordine della procura di Potenza con l'accusa di associazione a delinquere finalizzata alla corruzione, alla prostituzione e al falso;
- 2010 – I quattro gruppi rock statunitensi Anthrax, Megadeth, Metallica e Slayer, considerati i quattro principali rappresentanti del thrash metal, si esibiscono per la prima volta insieme a Varsavia nell'ambito del Sonisphere Festival[3];
- 2019 – In Argentina e Uruguay circa 48 milioni di persone restano per diverse ore senza luce a causa di un grande black out.

## Nati
Ci sono circa 1 190 voci su persone nate il 16 giugno; vedi la pagina Nati il 16 giugno per un elenco descrittivo o la categoria Nati il 16 giugno per un indice alfabetico.

## Morti
Ci sono circa 480 voci su persone morte il 16 giugno; vedi la pagina Morti il 16 giugno per un elenco descrittivo o la categoria Morti il 16 giugno per un indice alfabetico.

## Feste e ricorrenze

### Civili
Nazionali:
- Giornata internazionale delle rimesse familiari
- Irlanda – Bloomsday
- Sudafrica – Giorno della gioventù

### Religiose
Cristianesimo:
- Sant'Aureliano di Arles, vescovo
- Santi Aureo, Giustina e compagni, martiri
- San Benno di Meißen (Bennone), vescovo
- San Ceccardo di Luni, vescovo e martire
- Santi Domenico Nguyen e compagni, martiri
- Sant'Elidan, venerato nel Galles
- San Ferreolo di Besançon, martire
- San Ferruccio di Besançon, martire
- Santi Quirico e Giulitta, martiri
- Sante Griciniana e Actinea, martiri
- Santa Lutgarda di Tongres, religiosa
- San Palerio di Telese, vescovo
- San Similiano di Nantes, vescovo
- San Ticone di Amato, vescovo
- San Tichon di Kaluga, monaco (Chiesa ortodossa russa)
- Beato Antonio Costanzo Auriel, martire
- Beato Gaspare Burgherre, mercedario
- Beato Guglielmo di Monferrato
- Beata Limbania, vergine
- Beata Maria Theresia Scherer, religiosa
- Beata Stefana Quinzani, religiosa (diocesi di Crema e Brescia)
- Beato Tommaso Reding, monaco certosino